# Gerlinde Kaltenbrunner
Gerlinde Kaltenbrunner (Kirchdorf an der Krems, 13 dicembre 1970) è un'alpinista austriaca.

## Biografia
Sposata nell'estate del 2007 con l'alpinista tedesco Ralf Dujmovits, dal quale ha poi divorziato. Vive in Germania nella foresta nera.
Il 23 agosto 2011 ha raggiunto la vetta del K2 senza ossigeno, divenendo la seconda donna al mondo ad aver scalato tutti e 14 gli ottomila, ma la prima al mondo ad averli scalati senza l'utilizzo di ossigeno supplementare e senza portatori d'alta quota

## Ottomila
- 1998 - Cho Oyu
- 2001 - Makalu
- 2002 - Manaslu
- 2003 - Nanga Parbat
- 2004 - Annapurna I
- 2004 - Gasherbrum I
- 2005 - Shisha Pangma
- 2005 - Gasherbrum II
- 2006 - Kangchenjunga
- 2007 - Broad Peak
- 2008 - Dhaulagiri I[3]
- 2009 - Lhotse
- 2010 - Everest
- 2011 - K2